# دينيا كاباييرو
دينيا كاباييرو بونسه (بالإسبانية: Denia Caballero Ponce) هي رامية قرص كوبية ولدت في يوم 13 يناير 1990 في بلدة كاباريان في كوبا. أبرز إنجازاتها فازت بالميدالية البرونزية في دورة الألعاب الأولمبية الصيفية 2016 في ريو دي جانيرو. كما فازت بالميدالية الذهبية في بطولة العالم لألعاب القوى 2015 في بكين، كما فازت بالميدالية الفضية في بطولة العالم لألعاب القوى 2019 في الدوحة. أفضل رقم لها هو 70.65 متر وألذي سجلته في يونيو 2015 في بلباو.